# Somalië op de Olympische Zomerspelen 2024
Somalië nam deel aan de Olympische Zomerspelen 2024 in Parijs.

## Aantal deelnemers
Hieronder volgt een overzicht van de atleten die zich reeds gekwalificeerd hebben voor de Olympische Zomerspelen van 2024.
| Sport    | Mannen | Vrouwen | Totaal |
| -------- | ------ | ------- | ------ |
| Atletiek | 1      | 0       | 1      |
| Totaal   | 1      | 0       | 1      |

## Deelnemers en resultaten

### Atletiek

#### Loopnummers
Mannen
| atleet          | onderdeel | series  | series | herkansingen | herkansingen | halve finale   | halve finale   | finale         | finale         |
| atleet          | onderdeel | tijd    | rang   | tijd         | rang         | tijd           | rang           | tijd           | rang           |
| --------------- | --------- | ------- | ------ | ------------ | ------------ | -------------- | -------------- | -------------- | -------------- |
| Ali Idow Hassan | 800 m     | 1.48,72 | 8 H    | DNS          | DNS          | niet geplaatst | niet geplaatst | niet geplaatst | niet geplaatst |